# Смородін Віктор Олексійович
Віктор Олексійович Смородін  (1914–1990) — радянський український кінооператор. Заслужений діяч мистецтв УРСР (1988).

Фронтовий кінооператор В. О. Смородін на одній з ділянок фронту. Львівська обл., липень — серпень 1944.

Народився 24 листопада 1914 р. в Харкові в родині службовця. Закінчив операторський факультет Київського кіноінституту (1937). Працював кіномеханіком, асистентом на кафедрі кінозйомки Київського кіноінституту, оператором Української студії хронікально-документальних фільмів (1940–1941).
Учасник Німецько-радянської війни.
Був начальником науково-виробничої лабораторії Київського державного університету ім. Т. Г. Шевченка, деканом кінофакультету Київського державного інституту театрального мистецтва ім. І. Карпенка-Карого, доцентом кіно-операторського факультету, завідувачем кафедри операторської майстерності.
Зняв стрічки: «Орловська битва» (1943), «Битва за нашу Радянську Україну» (1943, у співавт. з І. Кацманом i В. Орлянкіним), «Визволення Чехословаччини» (1945).
Автор сценарію науково-популярного фільму «Атом допомагає нам» (1958, у співавт.), книг: "Кінозйомочний апарат «Київ 16-С-2» (1957), «Покупцю про фото- і кіноапарати» (1960, у співавт. з П. М. Крімерманом), «Творчі основи самодіяльного фільму» (1964), «Самодіяльні кінозйомки в школі» (1965), «Визначення експозиції при кінозйомках» (1966), «Ви знімаєте фільм» (1967), «Проміння малого екрана. Поради кіноаматорам» (1980, у співавт.).
Нагороджений орденами Червоної Зірки, Вітчизняної війни II ст., Червоного Прапора, медалями. Був членом Спілки кінематографістів України.
Помер 7 жовтня 1990 р.